# Nunzio Nasi
Nunzio Nasi (Trapani, 2 aprile 1850 – Erice, 17 settembre 1935) è stato un politico italiano, deputato e più volte ministro del Regno d'Italia.

## Biografia
Si laureò in giurisprudenza nel 1873 e nel 1875 l'Accademia dei Lincei pubblicò il suo saggio La teoria del progresso legislativo.
Figura controversa, fu un esponente dei democratici del lavoro. Fu dal 1883 più volte consigliere comunale della sua città, poi deputato alla Camera eletto a Trapani dal 1886 al 1926, rieletto anche negli anni in cui era interdetto dai pubblici uffici. Fu Presidente della provincia di Trapani. Fu segretario dell'Ufficio di presidenza della Camera dal febbraio 1894 al 1895. Nel 1897 divenne libero docente di filosofia del diritto prima all'Università di Palermo e poi a quella di Roma.
Occupò gli incarichi di ministro delle Poste nel I gabinetto Pelloux (1898-1899) e di ministro della pubblica istruzione nel ministero Zanardelli (1901-1903): in questo ruolo fece attuare nel 1901 la riforma che abolì l'esame di fine anno.
Maestro venerabile della loggia massonica Roma nel 1900 (la sua adesione alla massoneria è del 1892), regolarizzato Maestro massone nella "Loggia centrale" di Palermo nel 1893, la vicenda sembrò inquadrarsi nell'ambito di una lotta intestina in seno alla Massoneria italiana, della quale Nasi si apprestava a raggiungere i vertici e lo stesso Nasi e dal 1900 al 1902 fu Presidente della Gran Loggia del Rito simbolico italiano.
Avversario di Giovanni Giolitti, nel 1904 fu accusato di peculato nell'esercizio delle sue funzioni ministeriali: rispetto alle pesanti accuse di malversazione, rilanciate anche da Leonida Bissolati, l'accertamento finale di responsabilità penale si sarebbe limitato a dichiarare la sottrazione illegale di materiale di cancelleria e simili.
Nel maggio 1904, dopo un'inchiesta parlamentare condotta da Vincenzo Saporito, la magistratura ottenne dalla Camera l'autorizzazione all'arresto di Nasi, che, fuggì in Francia e a Londra. Fu anche espulso da tutte le logge massoniche.
Rientrato nel 1907 fu condannato dal Senato, costituitosi in Alta corte, a 11 mesi di reclusione, più quattro anni e due mesi di interdizione dai pubblici uffici nel febbraio 1908 e nel marzo di quell'anno decadde da parlamentare cui era stato rieletto il 23 giugno 1907, dopo che in precedenza quattro successive elezioni erano state annullate.

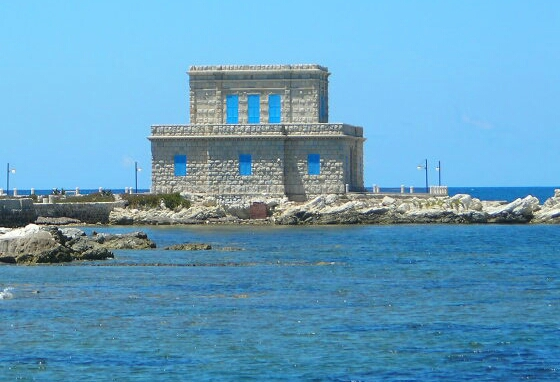
Villa Nasi sullo scoglio Palumbo

Ciò nonostante i suoi elettori, ritenendolo ingiustamente perseguitato, continuarono a eleggerlo alla Camera nel collegio di Trapani, sempre annullate dalla giunta delle elezioni della Camera, che restò così non rappresentato in Parlamento, e gli donarono la caratteristica "Casina Nasi" su uno scoglio in prossimità del porto.
Fu reintegrato all'università di Roma nel 1912 e tornò alla Camera nel 1913, eletto sia a Trapani che a Palermo, e rieletto nel 1919 e nel 1921, quando aderì alla Democrazia sociale.
Nella seduta della Camera del 16 Novembre 1922, in occasione della discussione sulla fiducia al Governo Mussolini dopo la marcia su Roma, tenne un acuto discorso, prefigurando la natura antidemocratica e totalitaria del Fascismo. Nel 1924 si candidò contro il listone fascista e fu rieletto nella lista "Democrazia del lavoro", ma vede anche un altro trapanese eletto alla Camera con il PNF, Giuseppe Rubino, suo antico allievo. Aderì all'Aventino, e nel 1926 venne dichiarato decaduto dal regime fascista, insieme agli altri deputati antifascisti.
È sepolto nel cimitero di Trapani.
Il figlio Virgilio Nasi, fu poi parlamentare della Repubblica nelle file del PCI prima e del PSI poi.

## Il dipinto di Balla
Giacomo Balla realizzò un ritratto di Nunzio Nasi seduto al tavolo di lavoro ministeriale, conservato al Museo Regionale Pepoli di Trapani. Si tratta di un quadro divisionista dell'artista, olio su tela dipinto nel 1902, pubblicato dallo storico dell'arte Gaetano Bongiovanni nel 1992.

## Opere
- La teoria del processo legislativo, 1875, Trapani
- Le scuole popolari di Trapani, 1881, Trapani
- Per la Pubblica educazione, 1901, Roma
- Il diritto e la guerra, 1919, Campobasso
- Memorie: storia di un dramma parlamentare (a cura di Virgilio Nasi), 1943, Roma